# توموتاکا اوکاموتو
توموتاکا اوکاموتو (ژاپنی: 岡本 知剛؛ زادهٔ ۲۹ ژوئن ۱۹۹۰) یک بازیکن فوتبال اهل ژاپن است.
از باشگاه‌هایی که در آن بازی کرده‌است می‌توان به باشگاه فوتبال سانفریس هیروشیما، باشگاه فوتبال ساگان توسو، باشگاه فوتبال شونان بلمار و باشگاه فوتبال ماتسوموتو یاماگا اشاره کرد.